# Kostel svatého Jana Křtitele (Janov nad Nisou)
Římskokatolický farní kostel svatého Jana Křtitele v Janově nad Nisou je sakrální stavba. Bývá také uváděn jako zasvěcený sv. Janu Nepomuckému. Od 15. dubna 1993 je kostel chráněn jako kulturní památka České republiky.

## Historie

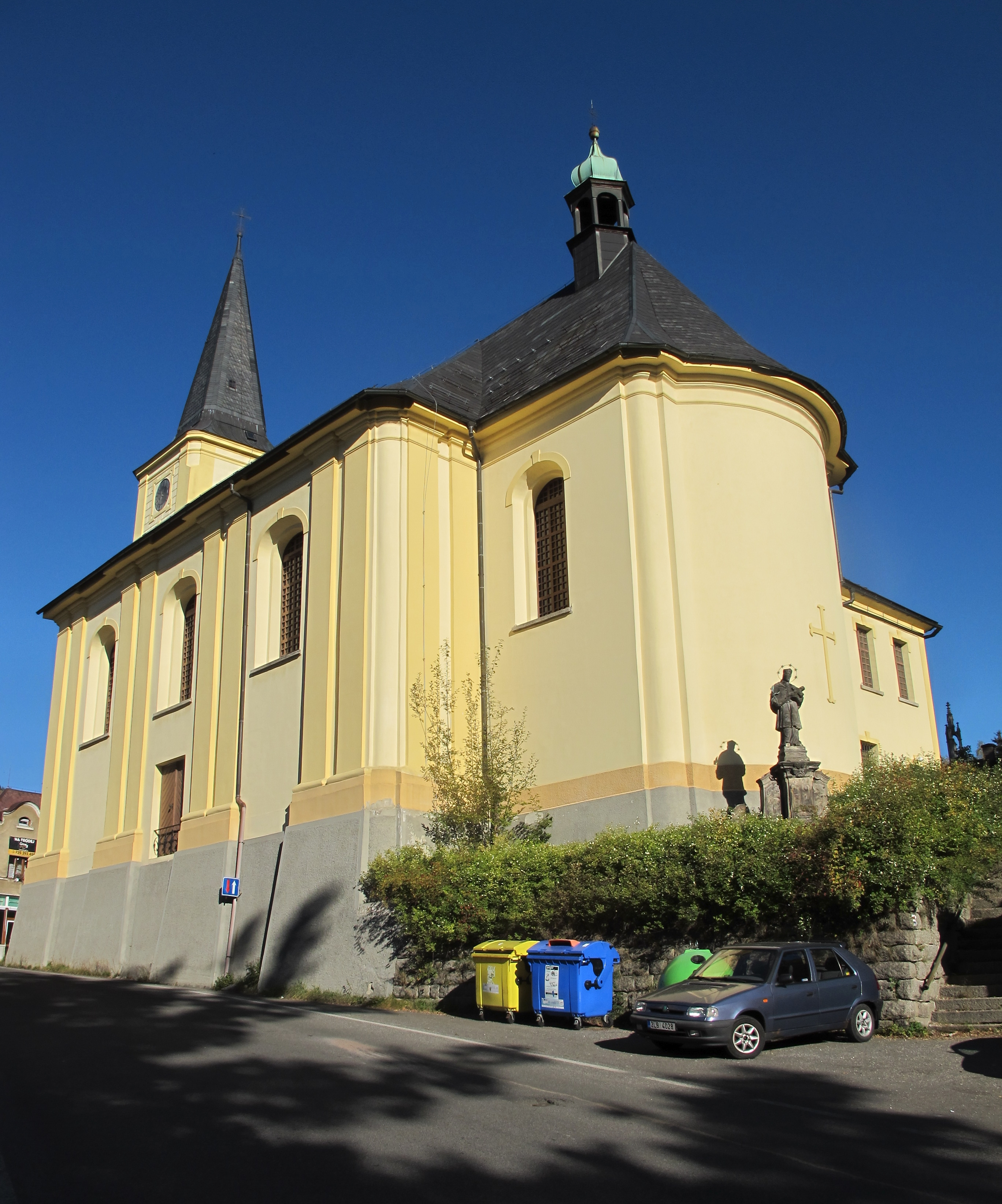
Závěr kostela v Janově nad Nisou

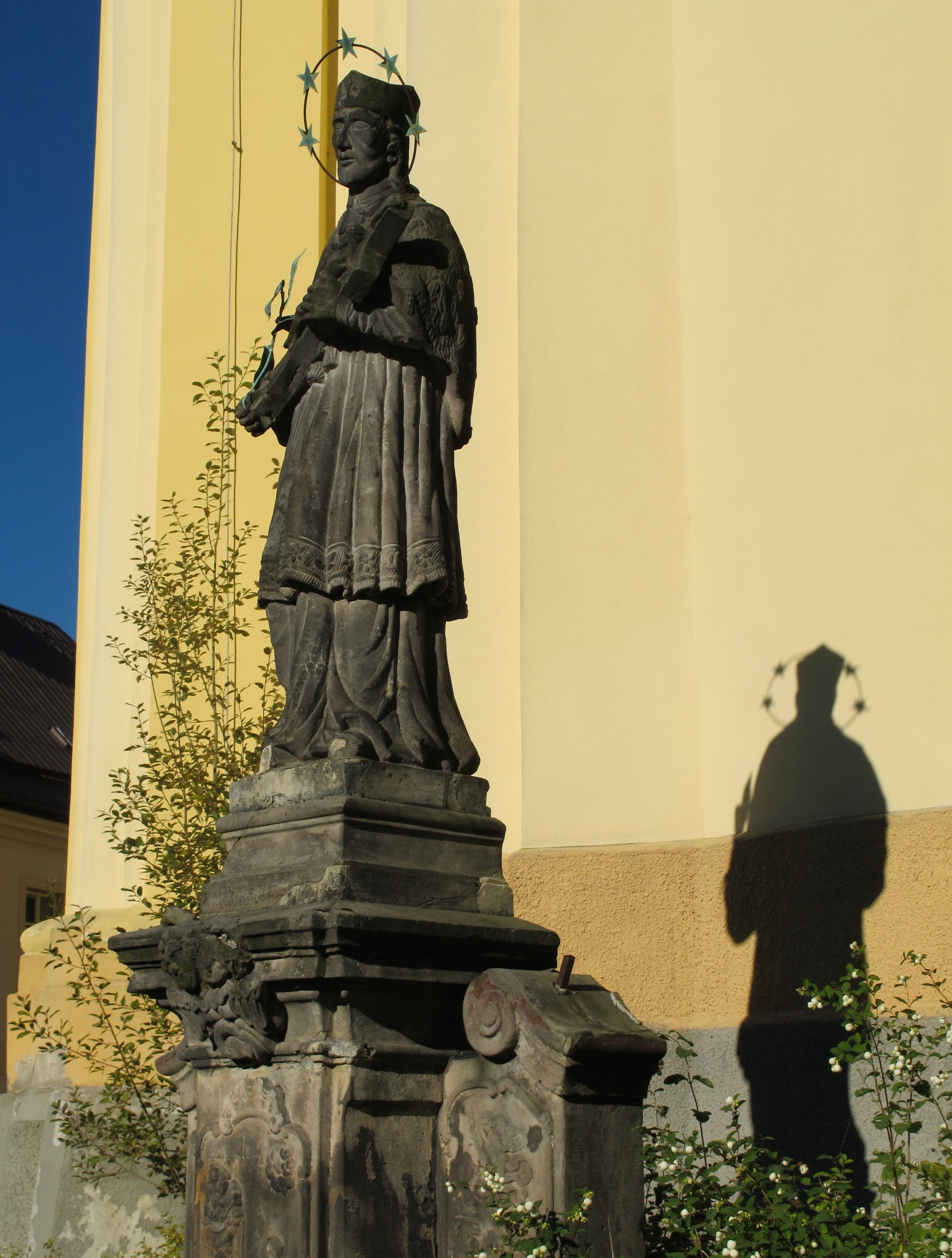
Socha sv. Jana Nepomuckého u kostela

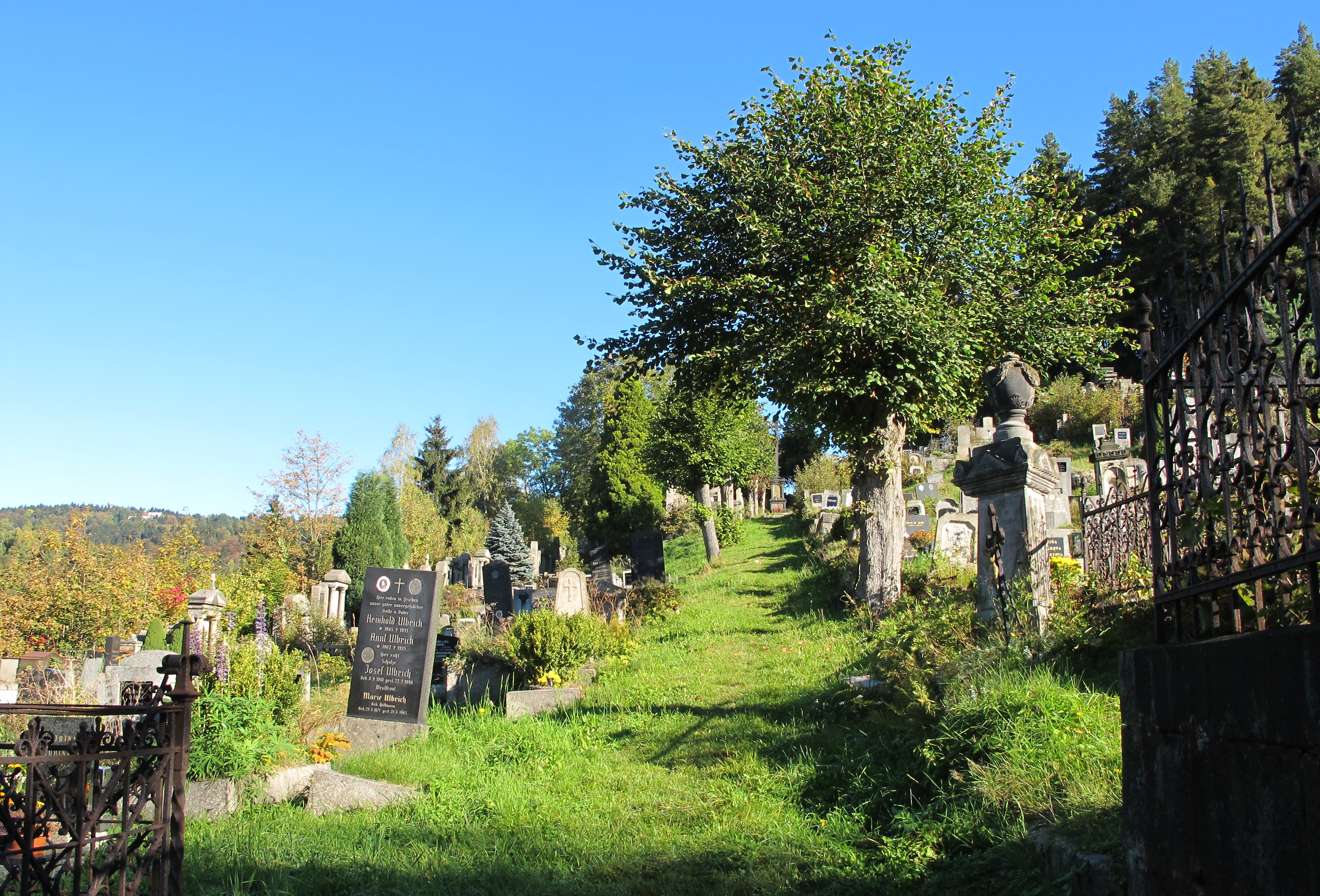
Hřbitov vedle kostela sv. Jana Křtitele v Janově nad Nisou

Kostel byl postaven v letech 1809–1811. Během 19. století byl pronikavěji upravovaný.

### Program záchrany architektonického dědictví
V rámci Programu záchrany architektonického dědictví bylo v letech 1995-2014 na opravu památky čerpáno 4 600 000 Kč.
| rok    | 1996  | 1997  | 1998 | 1999 | 2000 |
| ------ | ----- | ----- | ---- | ---- | ---- |
| částka | 1 000 | 1 000 | 900  | 800  | 900  |

## Architektura
Jedná se o obdélnou, jednolodní stavbu se čtvercově segmentově ukončeným presbytářem. Po severní straně stavby se nachází sakristie. V západním průčelí je hranolová věž s pseudorenesančním portálem. Boční fasády jsou členěny lizénami a obdélnými okny.
Presbytář je sklenut plackou. Loď má plochý strop. Kruchta je podklenutá plackami.

## Zařízení
Zařízení je pseudobarokní. V kostele se nachází barokní sousoší Kalvárie z 18. století. Křtitelnice se skupinou Křtu Kristova pochází z roku 1772.

## Okolí kostela
Nedaleká kaple Bolestné Panny Marie pochází z roku 1827. Později byla značně upravená. Jedná se o obdélnou stavbu, která je polygonálně ukončená. Průčelí s obdélným portálem je ukončeno trojúhelníkovým štítem. Vnitřek kaple je zčásti sklenut plochou plackou a zčásti je kryt plochým stropem. U kostela se nachází sousoší sv. Jana Nepomuckého z roku 1831. Na rokokovém soklu sousoší jsou reliéfy ze života sv. Jana Nepomuckého.